# ドリル (動物)
ドリル（Mandrillus leucophaeus）は、哺乳綱サル目（霊長目）オナガザル科マンドリル属に分類されるサル。

## 分布
M. l. leucophaeus
カメルーン西部、ナイジェリア南東部
M. l. poensis
赤道ギニア（ビオコ島）

## 形態
体長オス70センチメートル、メス66センチメートル。尾長オス12センチメートル、メス8.1センチメートル。体重オス17キログラム、メス10キログラム。全身の毛衣は暗褐色。顔には体毛が無く黒い皮膚が露出し、周囲は白い体毛で縁取られる。耳介は黒い。臀部にも体毛が無く、青や紫色の皮膚が裸出する。

## 分類
- Mandrillus leucophaeus leucophaeus (Cuvier, 1807)
- Mandrillus leucophaeus poensis (Zukowsky, 1922)

## 生態
低地の熱帯雨林や山地の森林、河辺林に生息する。半樹上棲で地表でも樹上でも活動するが、オスはメスよりも地表性傾向が強い。昼行性。1頭のオスと複数頭のメスからなる20-30頭の群れを形成して生活するが、複数の群れが集まった数百頭の大規模な群れを形成する事もある。群れは母系集団でオスは産まれた群れを離脱して単独で生活したり、他の群れに合流する。
繁殖形態は胎生。34日周期で交尾を行い、妊娠期間は174日。1回に1頭の幼獣を産む。メスは生後42か月で性成熟するが、生後5年で初産を迎える事が多い。寿命は29年。

## 人間との関係
森林伐採による生息地の破壊、猟犬や銃による狩猟などにより生息数は減少している。

## 日本での飼育
日本の動物園では唯一、大阪市天王寺動物園が飼育している。